# Eysteinn Guðmundsson
Eysteinn Guðmundsson (Reykjavík, 1941. szeptember 11. – 2020. augusztus 5.) izlandi nemzetközi labdarúgó-játékvezető.

## Pályafutása

### Nemzetközi játékvezetés
Az Izlandi labdarúgó-szövetség Játékvezető Bizottsága (JB) 1979-ben terjesztette fel nemzetközi játékvezetőnek, a Nemzetközi Labdarúgó-szövetség (FIFA) bíróinak keretébe. Több nemzetek közötti válogatott és klubmérkőzést vezetett. Az izlandi nemzetközi játékvezetők rangsorában, a világbajnokság-Európa-bajnokság sorrendjében többedmagával az 5. helyet foglalja el 2 találkozó szolgálatával. Az aktív nemzetközi játékvezetéstől 1989-ben búcsúzott.

#### Világbajnokság
A világbajnoki döntőhöz vezető úton Spanyolországba a XII., az 1982-es labdarúgó-világbajnokságra a FIFA JB bíróként alkalmazta.
| Időpont            | Helyszín                       | Mérkőzés típusa           | Mérkőzés        | Eredmény | Nézők száma |
| ------------------ | ------------------------------ | ------------------------- | --------------- | -------- | ----------- |
| 1980. november 19. | Lansdowne Road Stadion, Dublin | előselejtező (2. csoport) | Írország–Ciprus | 6 : 0    | 25 000      |

#### Európa-bajnokság
Az európai-labdarúgó torna döntőjéhez vezető úton Német Szövetségi Köztársaságba a VIII., az 1988-as labdarúgó-Európa-bajnokságra az UEFA JB játékvezetőként foglalkoztatta.
| Időpont            | Helyszín                      | Mérkőzés típusa           | Mérkőzés         | Eredmény | Nézők száma |
| ------------------ | ----------------------------- | ------------------------- | ---------------- | -------- | ----------- |
| 1986. november 12. | Hampden Park Stadion, Glasgow | előselejtező (7. csoport) | Skócia–Luxemburg | 3 : 0    | 35 078      |